# Бромид фосфора(V)
Бромид фосфора(V) — бинарное неорганическое соединение брома и фосфора с формулой PBr5, жёлто-оранжевые кристаллы, реагирует с водой.

## Получение
- Бромирование раствора красного фосфора:

{\displaystyle {\mathsf {2P+5Br_{2}\ {\xrightarrow {100-150^{o}C}}\ 2PBr_{5}}}}
- Бромирование бромида фосфора(III):

{\displaystyle {\mathsf {PBr_{3}+Br_{2}\ {\xrightarrow {100-150^{o}C}}\ PBr_{5}}}}

## Физические свойства
Бромид фосфора(V) образует жёлто-оранжевые кристаллы ромбической сингонии, пространственная группа P mab, параметры ячейки a = 0,83 нм, b = 1,69 нм, c = 0,56 нм, Z = 4.
Известен изомер красного цвета с ионным строением (PBr4+)Br —.
Реагирует с водой.
Растворяется в органических растворителях: сероуглероде, четырёххлористом углероде, бензоле.

## Химические свойства
- При нагревании разлагается:

{\displaystyle {\mathsf {PBr_{5}\ {\xrightarrow {>106^{o}C}}\ PBr_{3}+Br_{2}}}}
- Реагирует с водяным па́ром:

{\displaystyle {\mathsf {PBr_{5}+2H_{2}O\ {\xrightarrow {}}\ POBr_{3}+2HBr}}}
- и с водой

{\displaystyle {\mathsf {PBr_{5}+4H_{2}O\ {\xrightarrow {}}\ H_{3}PO_{4}+5HBr}}}
- Реагирует с щелочами:

{\displaystyle {\mathsf {PBr_{5}+8NaOH\ {\xrightarrow {}}\ Na_{3}PO_{4}+5NaBr+4H_{2}O}}}
- Реагирует с красным фосфором (в сероуглероде):

{\displaystyle {\mathsf {3PBr_{5}+2P\ {\xrightarrow {}}\ 5PBr_{3}}}}